# Jōgashima
Jōgashima (jap. 城ヶ島) ist eine japanische Insel vor der Miura-Halbinsel.

## Geografie
Die 0,99 km² große Insel liegt im Pazifischen Ozean am Südostende der Sagami-Bucht. Der östlichste Punkt ist Kap Awa-zaki (安房崎; 35° 7′ 45″ N, 139° 37′ 49″ O) und der westlichste Kap Nagatoro-saki (長津呂崎; 35° 8′ 5,5″ N, 139° 36′ 30″ O).
Die Insel besitzt ein flaches Profil, so dass die höchste Erhebung im Zentrum der Insel 29,8 m beträgt. Die Südküste ist von Riffen umgeben und durch Klippen geprägt, auf denen der Japankormoran und der Riffreiher nistet.
Administrativ gehört Jōgashima zur Gemeinde Miura auf der gegenüberliegenden Miura-Halbinsel verbunden seit 1960 durch die Jōgashima-Brücke (城ヶ島大橋, Jōgashima-ōhashi) und bildet einen natürlichen Wellenbrecher für den Hafen von Misaki auf der Halbinsel. Die Insel bildet den Ortsteil Misakimachi-Jōgashima und hatte 579 Einwohner im April 2008.
Die Landzunge zum Kap Awa-zaki bildet den 14,6 ha großen Jōgashima-Park (城ヶ島公園, Jōgashima kōen) der wegen seiner zwischen Januar und Februar 100.000 blühenden Narzissen ein beliebter Ausflugsort zu dieser Jahreszeit ist.

## Geschichte
1648 ließ der Kommissar für Misaki Abe Jirobei im Auftrag des Tokugawa-Shogunats bei Awa-zaki ein Rauchsignal zur Schiffsnavigation errichten, das allerdings bereits 1678 wieder abgestellt und stattdessen am Westende der Insel ein Feuersignal basierend auf Öllampen errichtet wurde. 1721 wurde dieses durch Holzbefeuerung ersetzt. Am 12. August 1870 wurde an dessen Stelle der von französischen Ingenieuren entworfene Leuchtturm Jōgashima errichtet, der der landesweit zweite mit weißem Licht war. Dieser wurde beim Großen Kantō-Erdbeben 1923 schwer beschädigt und konnte erst wieder 1926 in Betrieb genommen werden. 1962 folgte ein weiter Leuchtturm bei Kap Awa-zaki.
Da die Insel Wegpunkt der Schiffsrouten in die Bucht von Tokio mit dem Sitz des Shogunats in Edo (Tokio) war, bildete sie ein wichtiges Element in der japanischen Küstenverteidigung, so dass 1808 der Kommissar von Uraga (Uraga bugyō) auf Jōgashima Küstenbatterien errichten ließ. Die Verteidigungs- und Festungsanlagen wurden nach dem Zweiten Weltkrieg abgebaut.
1913 verewigte der Lyriker Kitahara Hakushū die Insel in seinem Gedicht Jōgashima no ame (城ヶ島の雨), das durch Yanada Tadashi vertont, sowie 1950 durch Shigeo Tanaka und 1959 durch Inomata Katsuto filmisch verarbeitet wurde.

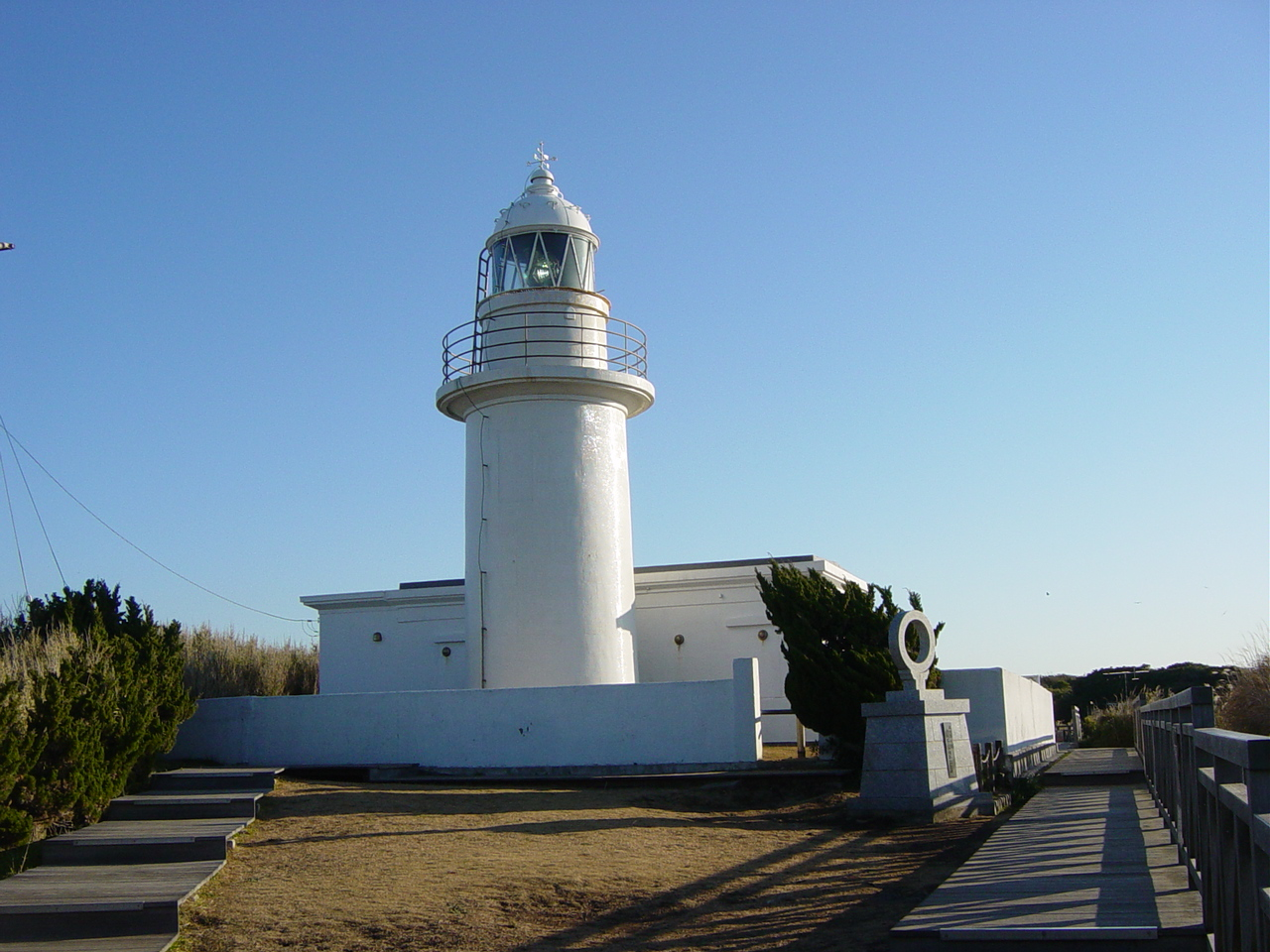
Leuchtturm Jōgashima
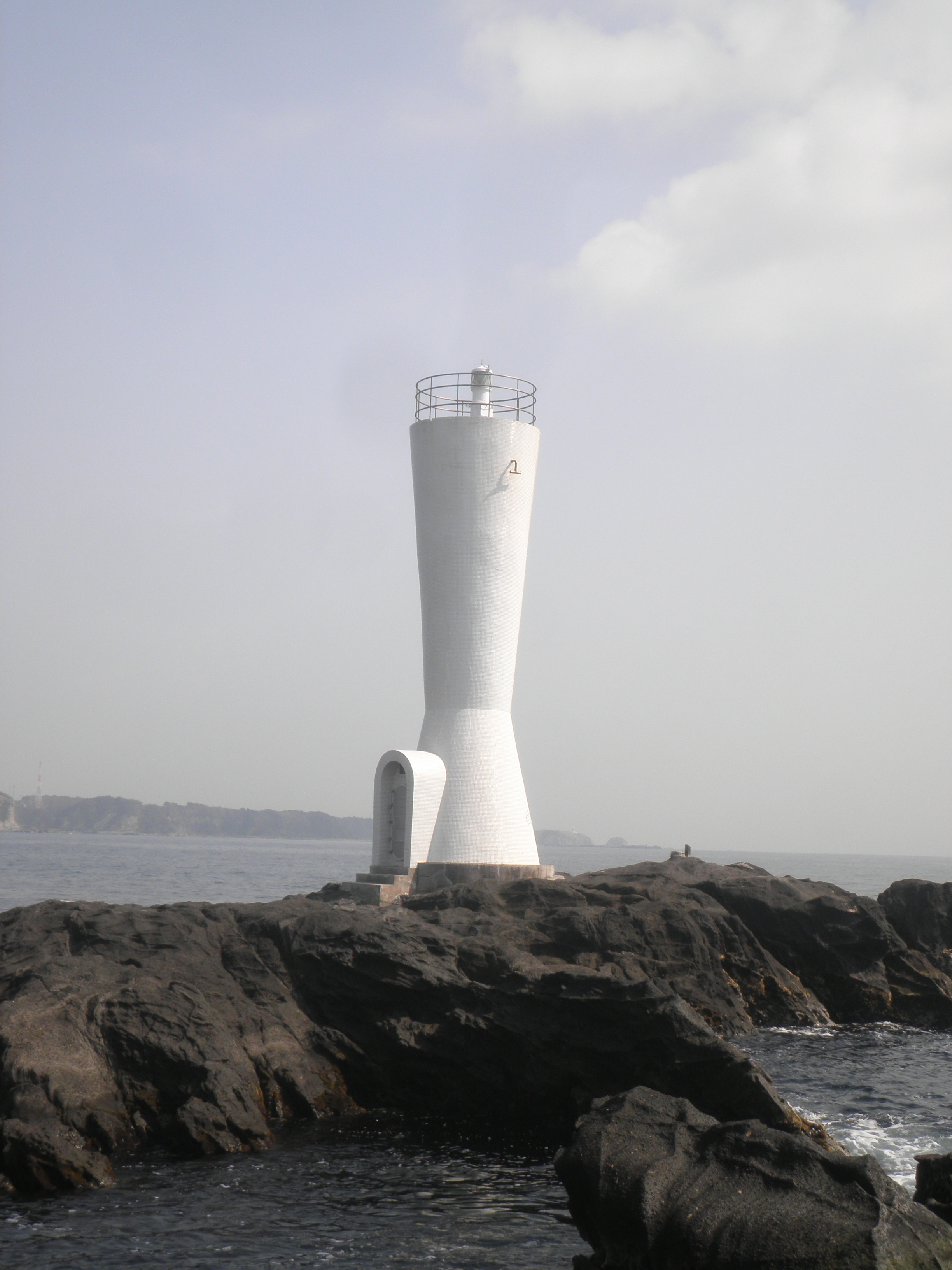
Leuchtturm Awazaki
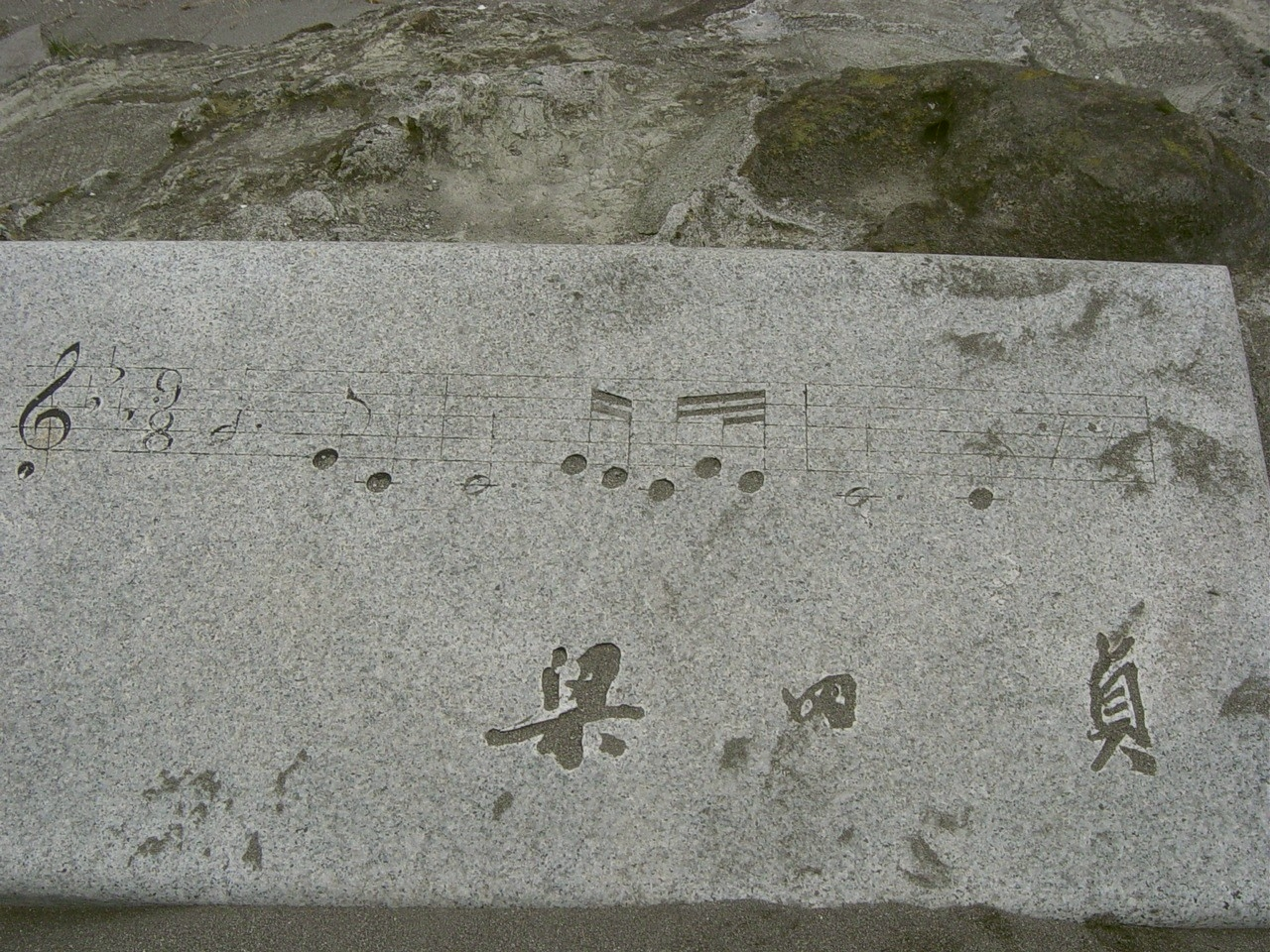
Gedenkstein zu Jōgashima no ame
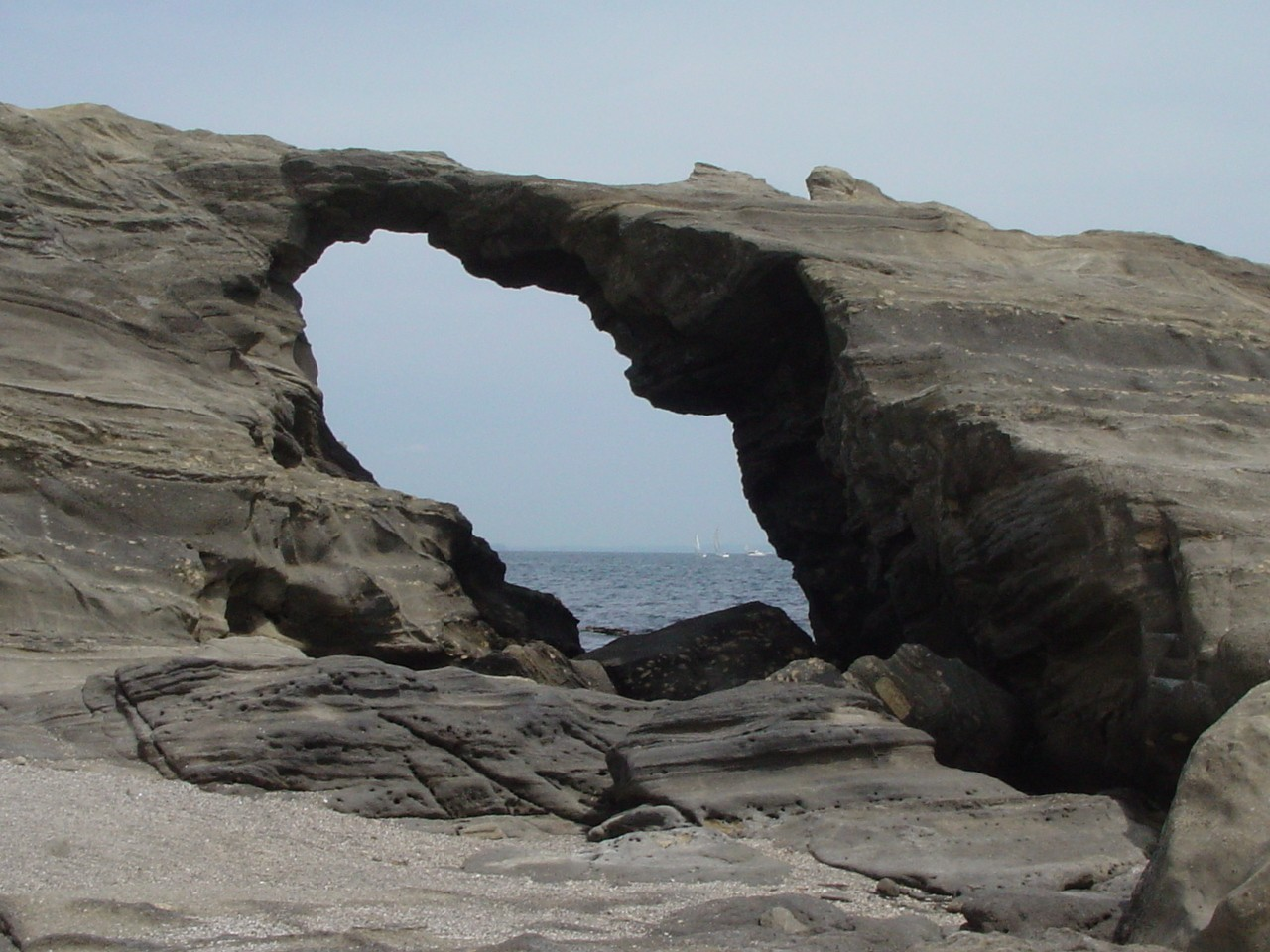
Umanose dōmon (馬ノ背洞門)